# Antoine Bonifaci
Antoine Bonifaci est un footballeur international français né le 4 septembre 1931 à Bezons (Seine-et-Oise) et mort le 
29 décembre 2021 à Villefranche-sur-Mer. Il évoluait comme milieu de terrain.

## Biographie
Natif de Bezons en région parisienne, Antoine Bonifaci n'y reste pas longtemps car sa famille corse d'origine déménage à Villefranche-sur-Mer, ville limitrophe de Nice,  pour y tenir un restaurant, « La Barmassa ». Il apprend le football dans les rues de Villefranche : « À l'époque, personne ne s'occupait de nous. Les centres de formation n'existaient pas. On se débrouillait tout seul. Les matches consistaient à des jeux de récréation entre quartiers. On n'avait pas de ballon, et celui qui en avait un dormait avec pour ne pas qu'on lui vole ».
Il est la révélation du tournoi international juniors de FIFA en 1949 et refuse un pont d'or du club italien de l'AC Fiorentina, préférant signer à l'OGC Nice. À l'âge de 20 ans, il est déjà titulaire en équipe de France A et double champion de France avec Nice. Il opte ensuite pour un départ en Italie et porte les couleurs de l'Inter Milan, du Bologne FC, de l'AC Torino puis du Lanerossi Vicence avant un retour en France au Stade français. 
Sa carrière en équipe de France est précoce mais courte du fait de son départ en Italie. Il honore sa première sélection à 19 ans en mai 1951 contre l'Irlande, où il marque un but. Il va dans les deux années qui suivent être sélectionné encore 11 fois. Il dispute sa dernière sélection à 21 ans, en mai 1953, face au Pays de Galles. 
Le stade de football de Villefranche-sur-Mer porte son nom depuis le 30 septembre 1995.
Antoine Bonifaci meurt le 29 décembre 2021 à Villefranche-sur-Mer.

## Palmarès

### En club
- Champion de France en 1951 et en 1952 avec l'OGC Nice
- Champion d'Italie de Serie A en 1954 avec l'Inter Milan
- Vainqueur de la Coupe de France en 1952 avec l'OGC Nice
- Champion d'Italie de Série B en 1960 avec le Torino
- Finaliste de la Coupe Latine en 1952 avec l'OGC Nice

### En équipe de France
- 12 sélections et 2 buts entre 1951 et 1953